# Notopleura discolor
Notopleura discolor är en måreväxtart som först beskrevs av August Heinrich Rudolf Grisebach, och fick sitt nu gällande namn av Charlotte M. Taylor. Notopleura discolor ingår i släktet Notopleura och familjen måreväxter. Inga underarter finns listade i Catalogue of Life.